# Province de Moulay Yaâcoub
Moulay Yaâcoub (en arabe : مولاي يعقوب) est une des neuf provinces et prefectures marocaines de la région Fès-Meknès.

## Démographie de la province
| 127 576                                                 | 150 422 | 157 435 |
| 1994, 2004 : recensement officiel ; 2007 : calculation. |         |         |

## Villes de la province
| Municipalités | Population en 1994 | Population en 2004 |
| ------------- | ------------------ | ------------------ |
| Aïn Chkef     | 19 623             | 36 368             |
| Sebaâ Rouadi  | 17 998             | 20 695             |
| Laâjajra      | 13 268             | 13 931             |
| Sidi Daoud    | 12 342             | 12 791             |
| Aïn Bou Ali   | 12 079             | 12 269             |
| Sebt Loudaya  | 11 979             | 12 232             |
| Aïn Kansra    | 10 568             | 11 534             |
| Louadaine     | 10 229             | 11 283             |